# Liste der Biografien/Io
Liste der Biografien |
Portal Biografien |
Personensuche
# |
A |
B |
C |
D |
E |
F |
G |
H |
I |
J |
K |
L |
M |
N |
O |
P |
Q |
R |
S |
T |
U |
V |
W |
X |
Y |
Z |
?
 
Ia |
Ib |
Ic |
Id |
Ie |
If |
Ig |
Ih |
Ii |
Ij |
Ik |
Il |
Im |
In |
Io |
Ip |
Iq |
Ir |
Is |
It |
Iu |
Iv |
Iw |
Ix |
Iy |
Iz
Die Liste der Biografien führt alle Personen auf, die in der deutschsprachigen Wikipedia einen Artikel haben. Dieses ist eine Teilliste mit 199 Einträgen von Personen, deren Namen mit den Buchstaben „Io“ beginnt.

## Io

### Ioa
- Ioakim I. († 1246), Patriarch der Bulgarisch-Orthodoxen Kirche
- Ioan Derewianka (* 1937), ukrainischer griechisch-orthodoxer Bischof
- Ioan, Paula (* 1945), rumänische Kunstturnerin
- Ioan, Șerban (* 1948), rumänischer Hochspringer
- Ioana, Adrian (* 1981), rumänischer Mathematiker
- Ioane, Darrell, amerikanisch-samoanischer Fußballspieler
- Ioaniţiu, Alexandru (1890–1941), rumänischer Generalmajor, Chef des Generalstabes
- Ioann Snytschjow (1927–1995), russischer Geistlicher und Metropolit von Sankt Petersburg
- Ioannes Tzibos († 541), oströmischer General des Kaisers Justinian I.
- Ioannes Visliciensis, polnischer Dichter
- Ioannes von Kitros, byzantinischer Bischof und Kanonist
- Ioannides, Ally (* 1998), US-amerikanische Schauspielerin in Film und Fernsehen
- Ioannidis, Alkinoos (* 1969), zyprischer Sänger und Komponist
- Ioannidis, Dimitrios (1923–2010), griechischer Offizier und Mitglied der Militärjunta
- Ioannidis, Dimitrios (* 2000), deutsch-griechischer Fußballspieler
- Ioannidis, Fotis (* 2000), griechischer Fußballspieler
- Ioannidis, John (* 1965), griechisch-amerikanischer GesundheitswissenschaftlerJohn Ioannidis (* 1965)

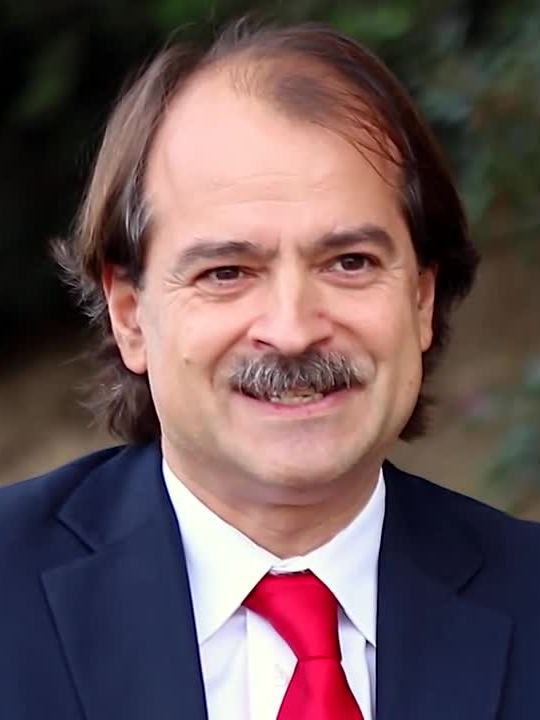
John Ioannidis (* 1965)

- Ioannidis, Nikolaos (* 1994), griechischer Fußballspieler
- Ioannidis, Odysseas (* 1927), griechisch-zypriotischer Arzt und Politiker
- Ioannidis, Spyridon (* 1981), griechischer Boxer, Olympiateilnehmer 2004
- Ioannidis, Yannis (* 1930), griechischer Komponist
- Ioannidou, Irini (* 1991), deutsch-griechische Fußballspielerin
- Ioannidou, Styliana (* 2003), zyprische Hochspringerin
- Ioannikios, orthodoxer Patriarch von Jerusalem
- Ioannis Lampadistis, Heiliger der orthodoxen Kirche
- Ioannou, Agamemnon (* 1958), griechischer Basketballspieler und -trainer
- Ioannou, Demetra (* 1962), zypriotische Badmintonspielerin
- Ioannou, Dimitris (* 1968), zyprischer Fußballspieler
- Ioannou, Dometia (* 1986), zypriotische Badmintonspielerin
- Ioannou, Eleni (1984–2004), griechische Judoka
- Ioannou, Eleni (* 1984), zypriotische Leichtathletin
- Ioannou, Kyriakos (* 1984), zyprischer Hochspringer
- Ioannou, Maria (* 1985), zypriotische Badmintonspielerin
- Ioannou, Nicholas (* 1995), zyprisch-englischer Fußballspieler
- Ioannou, Stavros (* 1971), deutscher Komponist, Musikproduzent und Musiker

### Iob
- Iob, Anthony (* 1971), italo-kanadischer Eishockeyspieler
- Iobius Philippus Ymelcho Valerius, römischer Konsul 521

### Iod
- Iodice, Kevin (* 2001), Schweizer Fussballspieler
- Iodice, Luca (* 1978), Schweizer Fußballspieler
- Iodko, Romuald Romualdowitsch (1894–1974), russisch-sowjetischer Bildhauer und Hochschullehrer

### Ioe
- Ioel, König von Aksum

### Iof
- Iofan, Boris Michailowitsch (1891–1976), sowjetischer Architekt
- Ioffe, Alexander (* 1938), sowjetisch-israelischer Mathematiker und Ingenieur
- Ioffe, Julia (* 1982), russisch-amerikanische Journalistin
- Ioffe, Nelli (* 2004), israelische Eiskunstläuferin
- Ioffe, Wladimir Iljitsch (1898–1979), sowjetischer Mikrobiologe und Immunologe

### Iog
- Ioganson, Boris Wladimirowitsch (1893–1973), russisch-sowjetischer Maler
- Ioganson, Karl (1890–1929), lettischer Avantgarde-Künstler

### Ioi
- Ioisher, Oleksandr (* 1986), ukrainischer Beachvolleyballspieler

### Ioj
- Ioja, Viorica (* 1962), rumänische Ruderin

### Iok
- Ioka, Hiroki (* 1969), japanischer Boxer im Halbfliegen- und Strohgewicht
- Ioka, Kaito (* 1998), japanischer Fußballspieler
- Ioka, Kazuto (* 1989), japanischer Boxer

### Iol
- Iolanda (* 1994), portugiesische Sängerin und Songwriterin
- Iolaos, Page und angeblicher Mörder Alexanders des Großen
- Iolas, Alexander (1907–1987), griechischer Balletttänzer, Kunstsammler und Galerist griechischer Abstammung

### Iom
- Iommi, Tony (* 1948), britischer GitarristTony Iommi (* 1948)

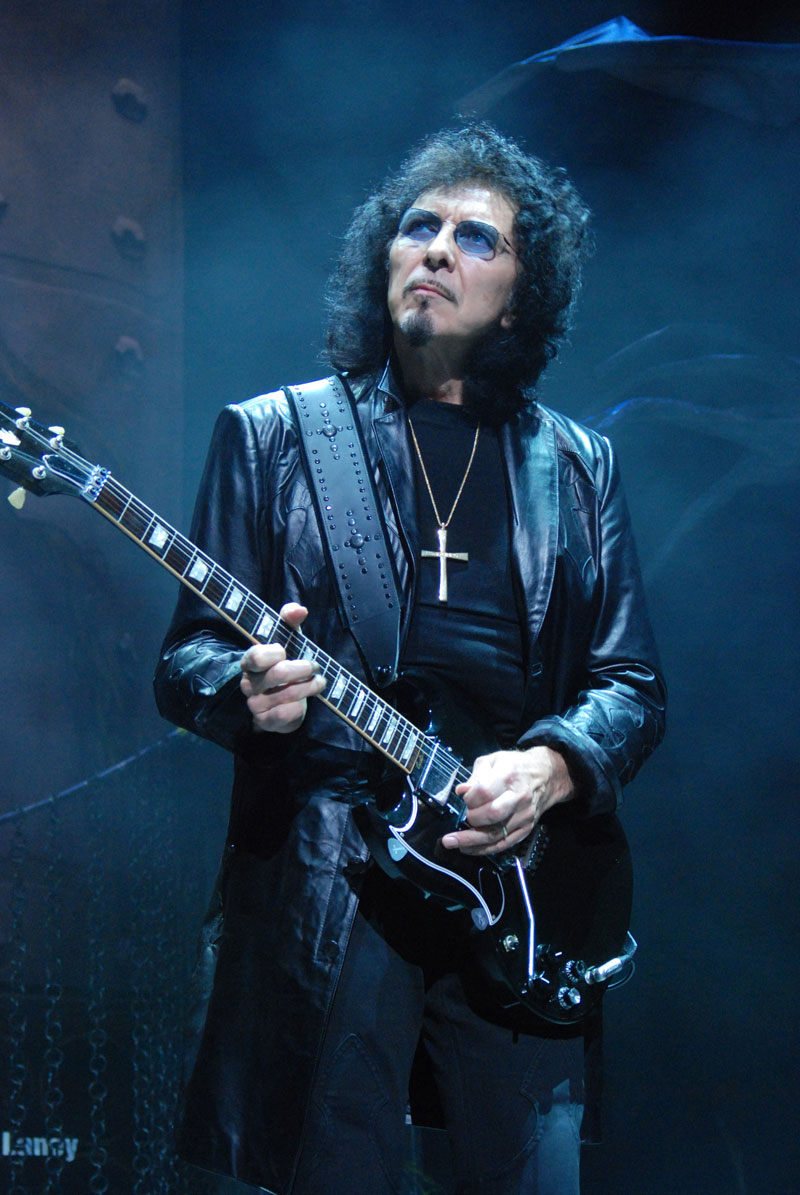
Tony Iommi (* 1948)

### Ion
- Ion, antiker griechischer Bildhauer
- Ion von Chios (* 490 v. Chr.), griechischer Dichter
- Ion, Corneliu (* 1951), rumänischer Sportschütze
- Ion, Diana (* 2000), rumänische Dreispringerin
- Ion, Frauke (* 1965), deutsche Sachbuchautorin, Managementberaterin und Vortragsrednerin
- Ion, Nicolae (* 1923), rumänischer Politiker (PCR), Minister, Staatssekretär und Botschafter
- Ion, Radu, Filmeditor
- Ion, Sue (* 1955), britische Ingenieurin und Hochschullehrerin
- Ion, Viorel (* 1967), rumänischer Fußballspieler
- Ionaș, Dumitru (* 1931), rumänischer Politiker (PCR) und Botschafter
- Ionatana, Ionatana (1938–2000), tuvaluischer Politiker
- Ionatos, Angélique (1954–2021), griechische Sängerin, Gitarristin und Komponistin
- Ionel, Alexandru (* 1994), deutscher Tänzer
- Ionel, Nicholas David (* 2002), rumänischer Tennisspieler
- Ionel, Patricija (* 1995), litauisches Model und Tänzerin
- Ionenko, Konstantin, ukrainischer Jazzmusiker (Kontrabass)
- Ionesco, Carmen (* 1951), kanadische Kugelstoßerin und Diskuswerferin rumänischer Herkunft
- Ionesco, Eugène (1909–1994), französischer Dramatiker rumänischer Herkunft, Vertreter des absurden TheatersEugène Ionesco (1909–1994)

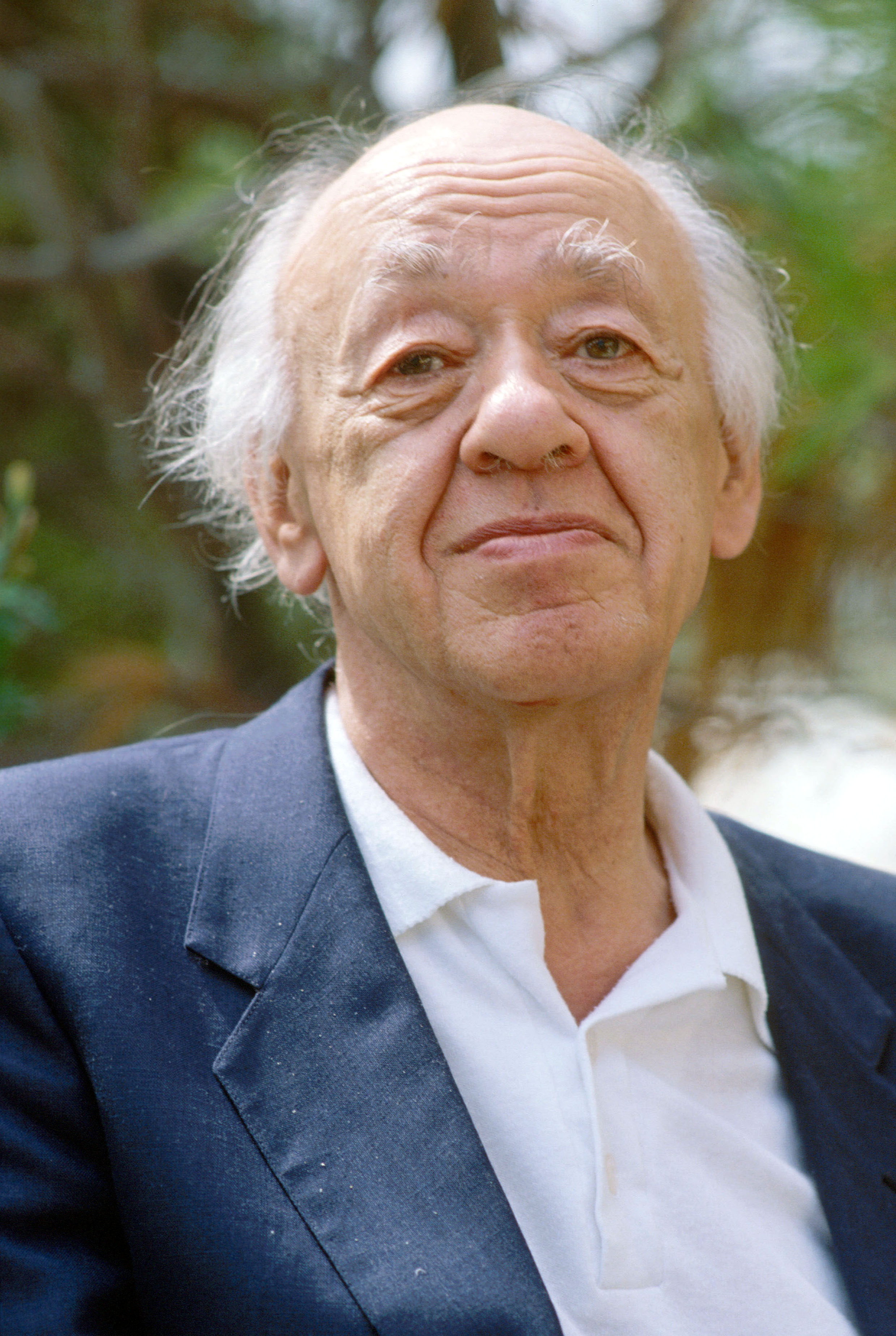
Eugène Ionesco (1909–1994)

- Ionesco, Eva (* 1965), französische Schauspielerin, Filmregisseurin und Fotomodell
- Ionesco, Irina (1930–2022), französische Fotografin
- Ionescu, Andrei (* 1988), rumänischer Fußballspieler
- Ionescu, Atanasia (1935–1990), rumänische Kunstturnerin
- Ionescu, Carmen (* 1985), rumänische Kunstturnerin
- Ionescu, Claudiu (* 1959), rumänischer Handballspieler
- Ionescu, Constantin (1958–2024), rumänischer Schachspieler
- Ionescu, Elizabeth (* 2008), US-amerikanische Tennisspielerin
- Ionescu, Emanoil (1893–1949), rumänischer General
- Ionescu, Eva Maria (* 2007), rumänische Tennisspielerin
- Ionescu, Ion (* 1938), rumänischer Fußballspieler und -trainer
- Ionescu, Mihai (1936–2011), rumänischer Fußballspieler
- Ionescu, Nae (1890–1940), rumänischer Philosoph
- Ionescu, Nastasia (* 1954), rumänische Kanutin
- Ionescu, Nicolae (* 1922), rumänischer Politiker (PCR) und Botschafter
- Ionescu, Ovidiu (* 1989), rumänischer Tischtennisspieler
- Ionescu, Petre (* 1922), rumänischer Politiker (PCR) und Botschafter
- Ionescu, Sabrina (* 1997), US-amerikanische BasketballspielerinSabrina Ionescu (* 1997)

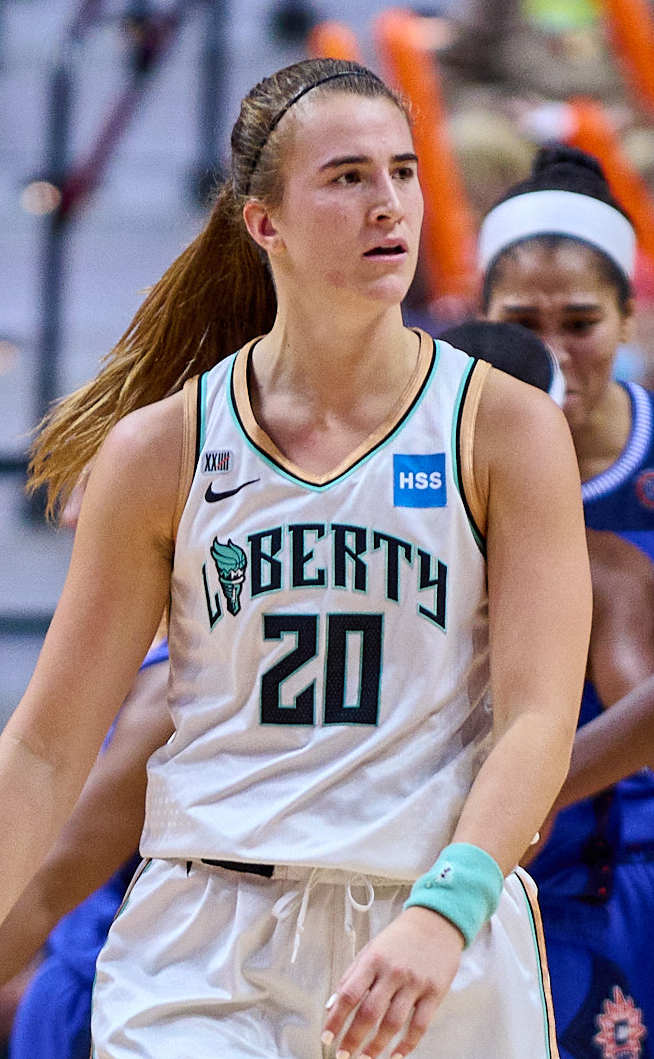
Sabrina Ionescu (* 1997)

- Ionescu, Simona (* 1994), rumänische Tennisspielerin
- Ionescu, Sofia (1920–2008), rumänische Neurochirurgin
- Ionescu, Sonia Argint (* 1981), rumänische Fernsehmoderatorin
- Ionescu, Ștefan (1935–2022), rumänischer Eishockeyspieler und -trainer
- Ionescu, Take (1858–1922), rumänischer Anwalt, Journalist und Politiker
- Ionescu, Traian (1923–2006), rumänischer Fußballtorhüter und -trainer
- Ionescu, Tudor (1898–1990), rumänischer Politiker (PCR), Chemiker und Hochschullehrer
- Ionescu-Constantin, Vali (* 1960), rumänische Weitspringerin
- Ionescu-Quintus, Mircea (1917–2017), rumänischer Politiker, Schriftsteller und Jurist
- Ionescu-Tulcea, Cassius (1923–2021), rumänisch-US-amerikanischer Mathematiker
- Iongh, Hendrik de (1877–1962), niederländischer Fechter und Generalmajor
- Ionică, Iulia-Ionela (* 1980), rumänische Schachspielerin
- Ionis, Alexandra, deutsche Opernsängerin (Sopran und Mezzosopran)
- Ioniță, Alexandru (* 1989), rumänischer Fußballspieler
- Ioniță, Anamaria (* 1988), rumänische Leichtathletin
- Ioniță, Andrei (* 1994), rumänischer Cellist
- Ioniță, Artur (* 1990), moldauischer Fußballspieler
- Ioniță, Ion (1924–1987), rumänischer Politiker und General der Armata Română
- Ioniță, Ion (* 1928), rumänischer Radrennfahrer
- Ioniță, Raluca (* 1976), rumänische Kanutin
- Ionitza, Alexandru (1948–2010), rumänischer Opernsänger und Tenor
- Ionius († 471), römischer Jurist
- Ionow, Alexei Sergejewitsch (* 1989), russischer Fußballspieler
- Ionow, Anatoli Semjonowitsch (1939–2019), russischer Eishockeyspieler
- Ionow, Latschesar, bulgarischer Fußballschiedsrichter
- Ionow, Sergei Dmitrijewitsch (* 1962), russischer Schachmeister
- Ionow, Wjatscheslaw Nikolajewitsch (1940–2012), sowjetischer Kanute
- Ionowa, Marija (* 1978), ukrainische Politikerin
- Ionowa, Natalja Iljinitschna (* 1986), russische PopsängerinNatalja Iljinitschna Ionowa (* 1986)

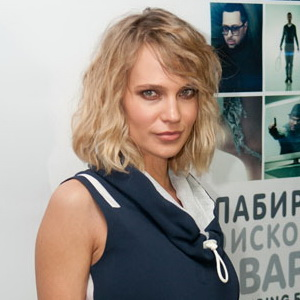
Natalja Iljinitschna Ionowa (* 1986)

- I'Ons, Frederick Timpson (1802–1887), britisch-südafrikanischer Maler

### Ioo
- Iooss, Gérard (* 1944), französischer Mathematiker
- Iooss, Walter (1914–1987), US-amerikanischer Jazzmusiker

### Iop
- Ioppolo, Anna Maria (1943–2020), italienische Philosophiehistorikerin

### Ior
- Iordache, Adrian Dragoș (* 1981), rumänischer Fußballspieler
- Iordache, Alexandra (* 2003), rumänische Tennisspielerin
- Iordache, Eugen (1922–1988), rumänischer Fußballspieler
- Iordache, Florin (* 1960), rumänischer Politiker
- Iordache, Larisa (* 1996), rumänische Kunstturnerin
- Iordache, Toni (1942–1988), rumänischer Zymbalspieler
- Iordache, Traian (1911–1999), rumänischer Fußballspieler und -trainer
- Iordache, Vasile (* 1950), rumänischer Fußballspieler
- Iordăchescu, Theodor (1884–1958), rumänischer Politiker (PMR)
- Iordăchescu, Viorel (* 1977), moldauischer Schach-Großmeister
- Iordachi, Constantin (* 1970), rumänischer Historiker
- Iordan, Adrian (* 2001), moldauischer Leichtathlet
- Iordan, Andrei (1934–2006), sowjetisch-kirgisischer Politiker
- Iordan, Fjodor Iwanowitsch (1800–1883), russischer Graveur, Kupferstecher, Professor und Rektor der Russischen Akademie der Künste
- Iordan, Iorgu (1888–1986), rumänischer Romanist und Sprachwissenschaftler
- Iordan, Veaceslav (* 1966), moldauischer Politiker, Bürgermeister von Chișinău
- Iordan, Waleri Wladimirowitsch (* 1992), russischer Speerwerfer
- Iordanes, römischer Heermeister
- Iordanes, Flavius, spätantiker Politiker und Konsul (470)
- Iordănescu, Anghel (* 1950), rumänischer Fußballspieler, -trainer und Politiker
- Iordănescu, Eduard (* 1978), rumänischer Fußballspieler und -trainerEduard Iordănescu (* 1978)

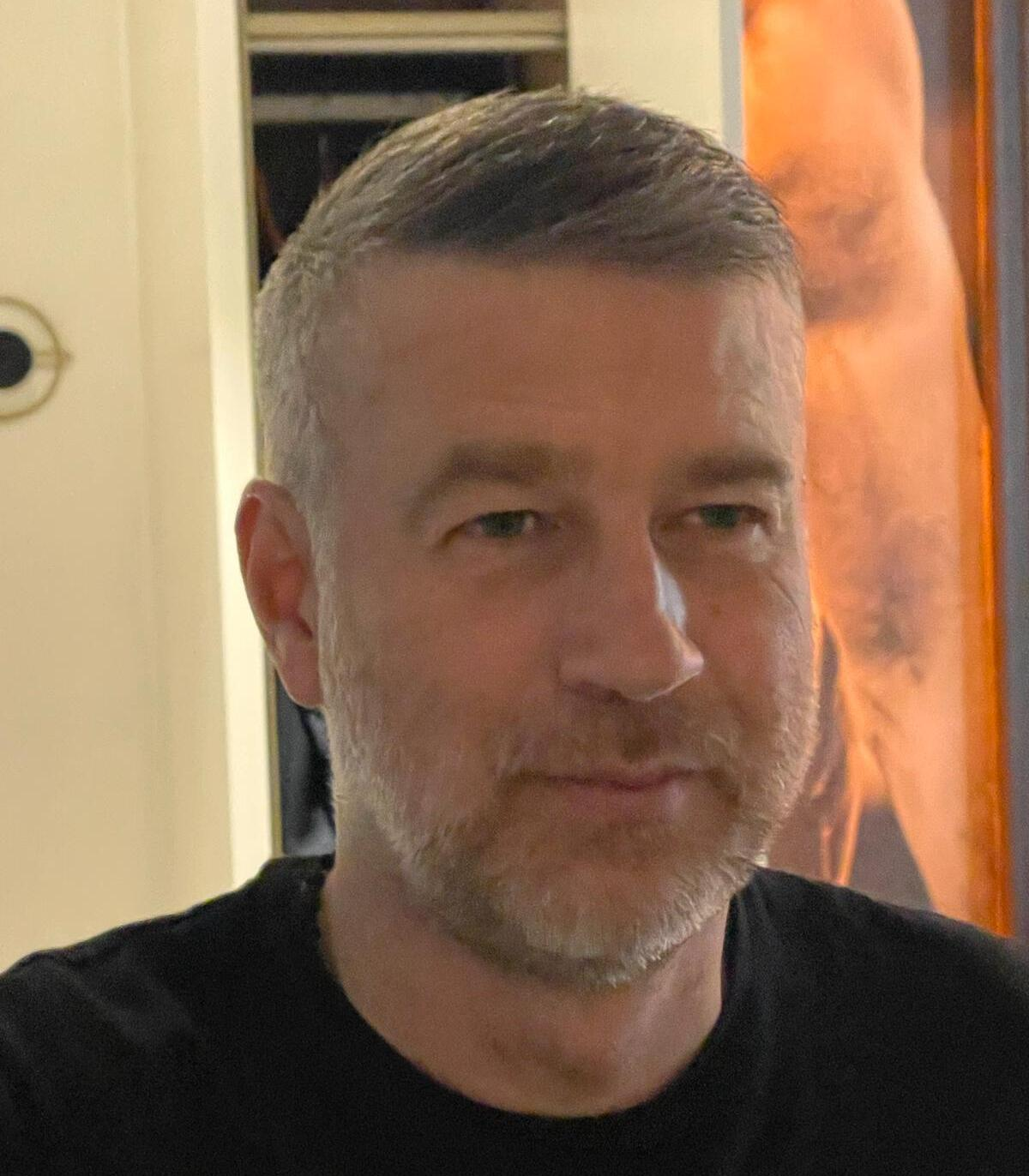
Eduard Iordănescu (* 1978)

- Iordanopoulos, Lakis (* 1953), griechischer Musiker
- Iordanski, Nikolai Iwanowitsch (1876–1928), sowjetischer Botschafter, Journalist und Publizist
- Iorfa, Dominic (* 1968), nigerianischer Fußballspieler
- Iorga, Laurențiu (* 1988), rumänischer Fußballspieler
- Iorga, Nicolae (1871–1940), rumänischer Historiker, Schriftsteller und Politiker
- Iorga, Vasile (1945–2003), rumänischer Ringer
- Iorgovici, Paul (1764–1808), rumänischer Schriftsteller
- Iorgulescu, Adrian (* 1951), rumänischer Komponist und Politiker
- Iorgulescu, Gino (* 1956), rumänischer Fußballspieler
- Iori, Diego (* 1986), italienischer Eishockeyspieler
- Ioriatti, Ermanno (* 1975), italienischer Eisschnellläufer
- Ioriatti, Gloria (* 2000), italienische Shorttrackerin
- Iório Rodrigues, Fernando (1929–2010), brasilianischer Geistlicher und Sprachwissenschaftler, römisch-katholischer Bischof von Palmeira dos Índios
- Iório, Átila (1921–2002), brasilianischer Schauspieler
- Iorwerth († 1229), walisischer Geistlicher, Bischof von St Davids
- Iorwerth ab Owain, walisischer Fürst und Lord of Caerleon
- Iorwerth ap Bleddyn († 1111), Fürst des walisischen Fürstentums Powys
- Iorwerth Drwyndwn, Prinz von Gwynedd
- Iorwerth Goch († 1171), Lord von Powys (Wales)

### Ios
- Iosa Ghini, Massimo (* 1959), italienischer Architekt und Designer
- Iosefide, Ion (1928–1999), rumänischer Politiker (PCR) und Botschafter
- Ioseph Genesios, byzantinischer Historiker
- Iosifescu, Marius (1936–2020), rumänischer Mathematiker
- Iosifidis, Konstantinos (* 1952), griechischer Fußballspieler
- Iosifidou, Sofia (* 1998), griechische Leichtathletin
- Iosivoni, Bianca (* 1986), deutsche Schriftstellerin
- Iossa, Alexander Andrejewitsch (1810–1894), russischer Bergbau-Ingenieur und Metallurg
- Iossa, Grigori Andrejewitsch (1804–1874), russischer Bergbau-Ingenieur und Metallurg
- Iossa, Nikolai Alexandrowitsch (1845–1917), russischer Bergbauingenieur, Metallurg und Hochschullehrer
- Iosseliani, Dschaba (1926–2003), georgischer Krimineller, Schriftsteller und Warlord
- Iosseliani, Nana (* 1962), georgische Schachspielerin
- Iosseliani, Otar (1934–2023), georgisch-französischer Filmregisseur
- Iosseliani, Otia (1930–2011), georgischer Schriftsteller und Dramatiker
- Iossifjan, Andronik Gewondowitsch (1905–1993), sowjetisch-armenischer Elektrotechniker und Raketentechniker
- Iossifow, Nikita Igorewitsch (* 2001), russischer Fußballspieler
- Iosub, Petru (* 1961), rumänischer Ruderer

### Iot
- Iotapianus († 249), Usurpator auf das Amt des römischen Kaisers in den Ostprovinzen des römischen Reichs
- Iotti, Leonilde (1920–1999), italienische Politikerin, Mitglied der Camera dei deputati, MdEP

### Iov
- Iov, Cyprien (* 1989), französischer Webvideo- und Filmproduzent, Blogger, Schauspieler, Synchronsprecher, Film- und Comicszenarist und Animator
- Iova, Ionela-Andreea (* 1990), rumänische Tennisspielerin
- Iovan, Sonia (1935–2024), rumänische Kunstturnerin
- Iovan, Ștefan (* 1960), rumänischer Fußballspieler und -trainer
- Iovane, Luisa (* 1960), italienische Kletterin
- Ioveta von Bethanien (* 1120), Äbtissin, Tochter von Balduin II. von Jerusalem und Morphia von Melitene
- Iovine, Antonio (* 1964), italienisches Mitglied der Camorra und einer der Anführer des Casalesi-Clan
- Iovine, Jimmy (* 1953), US-amerikanischer Musikproduzent und UnternehmerJimmy Iovine (* 1953)

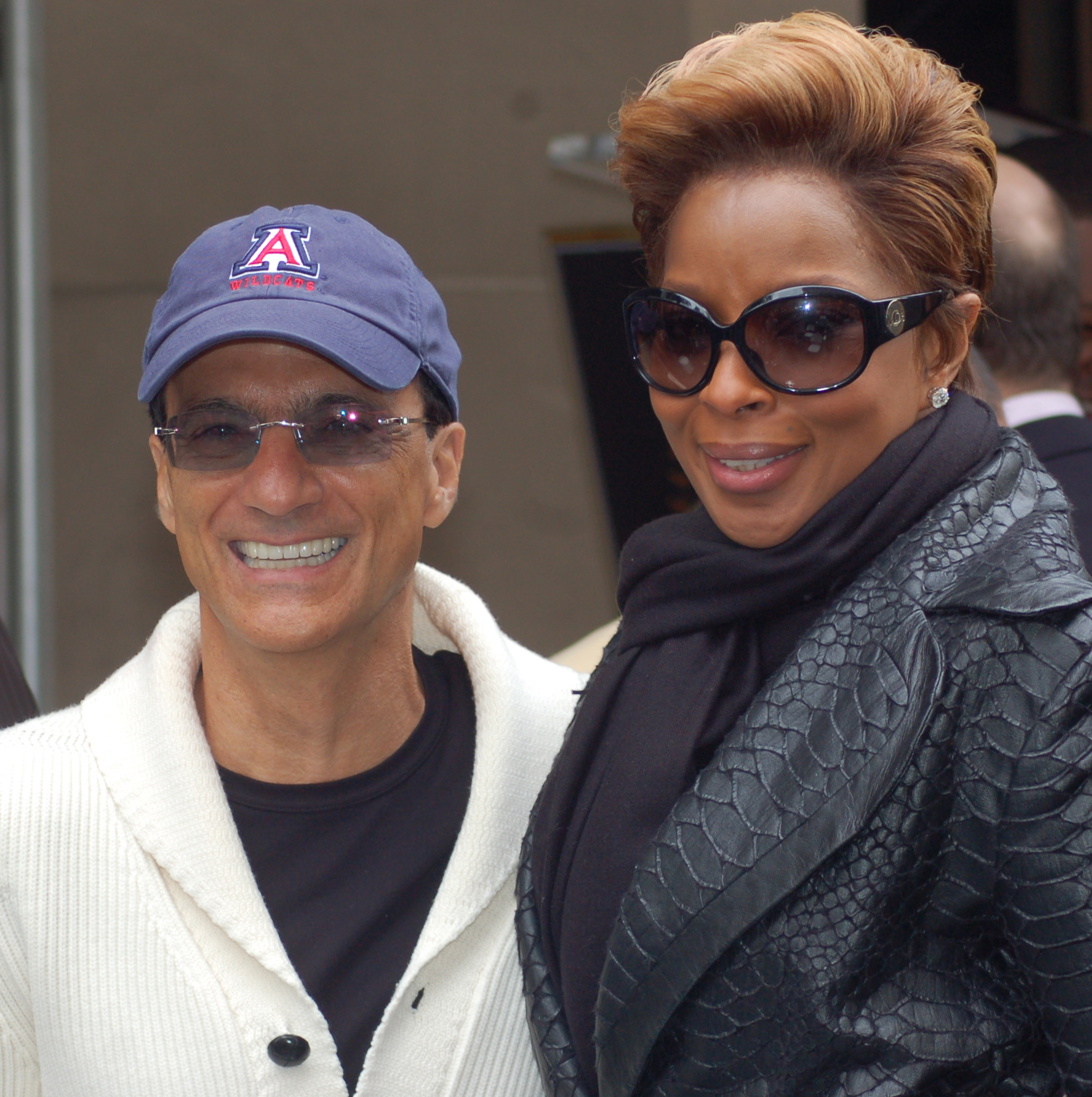
Jimmy Iovine (* 1953)

- Iovine, Vincenzo (* 1955), italienischer Politiker (Centro Democratico), MdEP
- Iovinus, römischer Heermeister in Gallien
- Iovio, Emilio (* 1962), italo-kanadischer Eishockeyspieler
- Iovita, Adrian, rumänisch-kanadischer Mathematiker
- Iovu, Cristina (* 1992), moldauische bzw. aserbaidschanische Gewichtheberin

### Ioz
- Iozzia, Ivana (* 1973), italienische Marathonläuferin